# Lake Aerodrome
Lake Aerodrome ist ein Salzsee nördlich von Little Sandy Desert im australischen Bundesstaat Western Australia.
Der See ist 10,7 Kilometer lang, 7,2 Kilometer breit und hat, wenn er voll ist, eine Fläche von etwa 2800 Hektar.